# Verenigde Arabische Emiraten
De Verenigde Arabische Emiraten (VAE; Arabisch: دولة الإمارات العربية المتحدة, Dawlat al-ʾImārāt al-ʿArabiyyah al-Muttaḥidah), kortweg aangeduid als de Emiraten, is een staat in Zuidwest-Azië die aan Saoedi-Arabië en Oman grenst. De VAE bestaat uit zeven emiraten, namelijk Abu Dhabi (hoofdemiraat met de hoofdstad Abu Dhabi), Dubai, Sharjah, Ajman, Umm Al Qaywayn, Ras al-Khaimah en Fujairah. De Verenigde Arabische Emiraten zijn rijk aan olie, maar tussen de verschillende emiraten is deze olie ongelijk verspreid. Abu Dhabi is verreweg het grootst in oppervlakte en bezit ook verreweg de meeste olie.
De Verenigde Arabische Emiraten behoren tot de Arabische Liga en de Samenwerkingsraad van de Arabische Golfstaten.

## Geschiedenis
Rond 1830 werden Dubai en Abu Dhabi overgenomen door de Bani Yas-stam uit de Liwa-oase. Deze overname werd geleid door de Al Maktoem-familie die tot op dit moment nog steeds over de emiraten regeert. In 1892 tekenden zeven emiraten een verdrag met het Verenigd Koninkrijk, waarbij zij aangaven geen relaties met anderen dan de Britse overheid aan te gaan. Pas in 1971 vertrokken de Britse troepen uit de Perzische Golf en op 2 december 1971 werden de Verenigde Arabische Emiraten onafhankelijk. Van 1820 tot 1971 waren de Emiraten bekend als de Verdragsstaten. Tot 1972 omvatte deze unie zes emiraten; in 1972 trad Ras al-Khaimah als zevende toe.
Oorspronkelijk was het de bedoeling dat ook Qatar en Bahrein in de Unie opgenomen zouden worden, maar men is er niet in geslaagd om hierover een overeenkomst te sluiten, zodat Qatar en Bahrein apart en onafhankelijk gebleven zijn.
Sinds de jaren negentig van de twintigste eeuw worden de verschillende emiraten in bijzonder hoog tempo gemoderniseerd.

## Bevolking
Volgens de World Bank tellen de Verenigde Arabische Emiraten ongeveer 9,77 miljoen inwoners (2021). Het merendeel van de bevolking woonde in de twee emiraten Dubai (3,32 miljoen) en Abu Dhabi (3,23 miljoen). Met een bevolking van 1,51 miljoen, oftewel 16% van de bevolking, vormde Sharjah het derde emiraat qua inwonertal. De overige vier emiraten waren beduidend kleiner en hadden een inwonertal variërend van 80.000 in Umm al-Qaiwain, 250.000 in Fujairah, 390.000 in Ras al-Khaimah tot 540.000 inwoners in Ajman.
De Verenigde Arabische Emiraten hebben de afgelopen decennia een aanzienlijke bevolkingsgroei meegemaakt, vooral vanwege de grote groei van de economie in samenhang met de toestroom van gastarbeiders uit Zuid-Azië en andere delen van de wereld. Expats en immigranten vertegenwoordigen anno 2019 88,52% van de bevolking, terwijl Emiratis (lokale Arabieren) slechts de resterende 11,48% van de bevolking uitmaken. Het staatsburgerschap van de Verenigde Arabische Emiraten is zeer moeilijk te verkrijgen (in andere gevallen dan door afstamming) en wordt alleen verleend onder zeer bijzondere omstandigheden. De grootste nationaliteiten zijn, en dan met name in de kustgebieden, Indiërs, Pakistani's (en Beloetsjen), Bengalen, Filipino's, Iraniërs en Egyptenaren. Bovendien wonen er ook grote aantallen Nepalezen, Sri Lankanen, Britten, Chinezen, Afrikanen en andere Arabische volkeren, waaronder Palestijnen, Libanezen en Jordaniërs. Tijdens en na de Golfoorlog (1991) hebben veel buitenlanders de VAE verlaten.
De belangrijkste steden zijn Dubai en de hoofdstad Abu Dhabi (600.000 inw. in 2013). Bijna 80% van de bevolking woont in steden.

### Taal
De officiële taal is Arabisch. Het Engels geldt als handelstaal.

### Religie
De bevolking hangt overwegend de soennitische islam aan. De islam is er staatsgodsdienst. Er zijn verder belangrijke sjiitische, christelijke (9 %) en hindoeminderheden (15 %). De katholieken van de Verenigde Arabische Emiraten ressorteren onder het Apostolisch vicariaat Zuid-Arabië.

## Bestuurlijke indeling

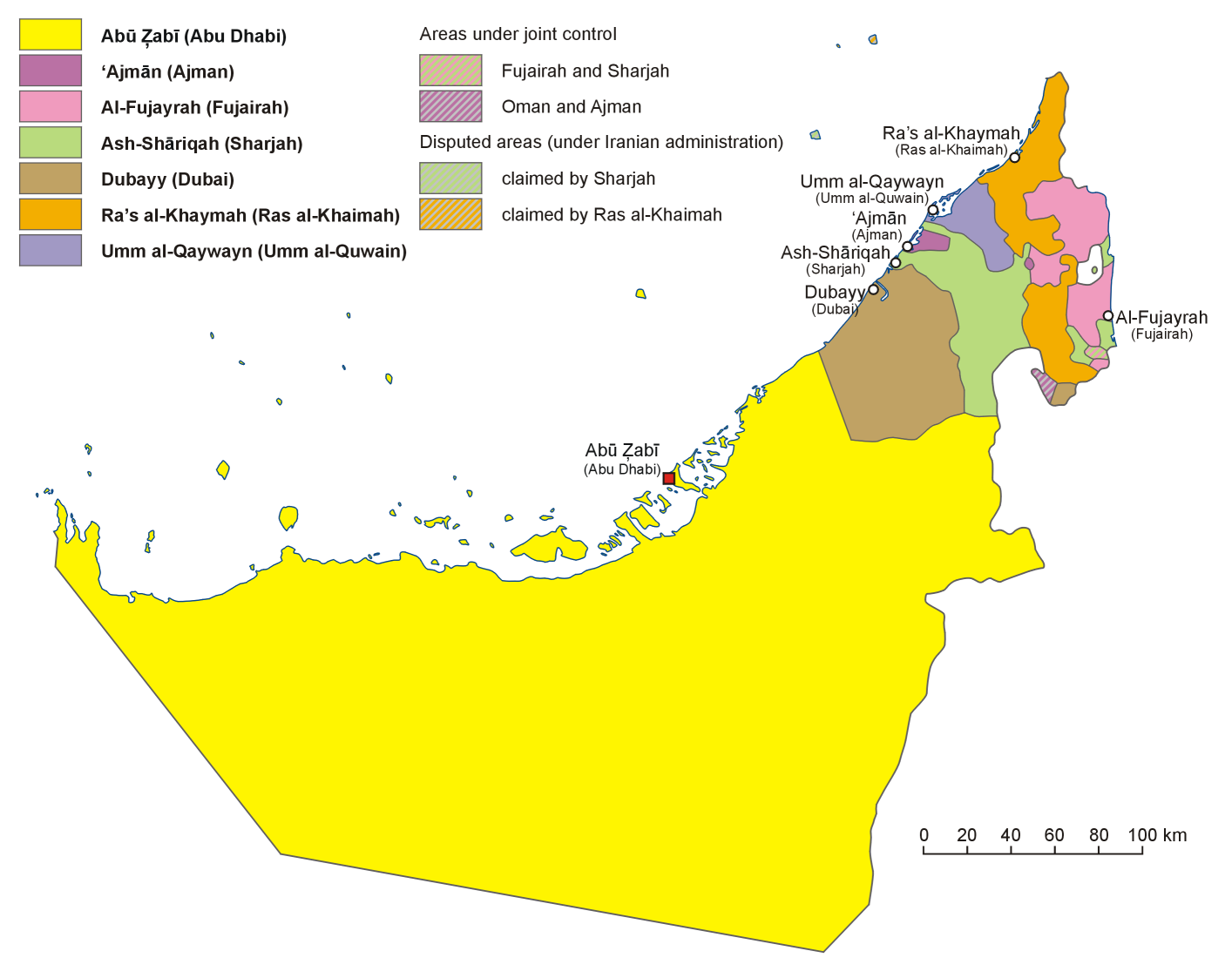
Abu Dhabi
Dubai
Sharjah
Ajman
Umm al-Qaywayn
Ras al-Khaimah
Fujairah

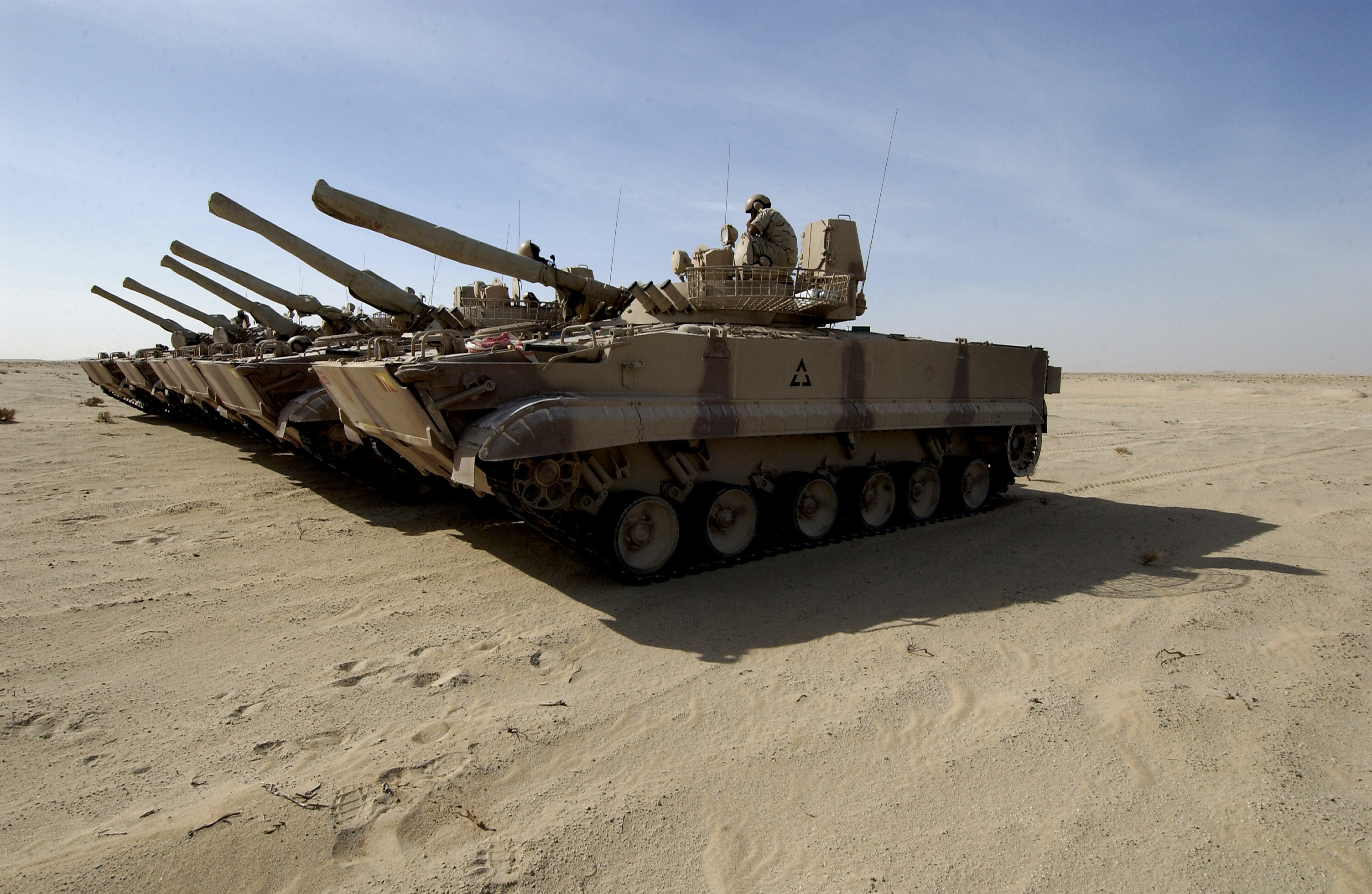
BMP-3 van het leger van de VAE

De Verenigde Arabische Emiraten zijn onderverdeeld in 7 emiraten:
| Naam                  | inwoners (2018) | oppervlakte (km²) |
| --------------------- | --------------- | ----------------- |
| Abu Dhabi (Abu Dhaby) | 2.784.490       | 67.340            |
| Ajman                 | 372.000         | 250               |
| Fujairah              | 152.000         | 1165              |
| Sharjah (Shariqah)    | 2.300.100       | 2590              |
| Dubai                 | 4.177.050       | 4114              |
| Ras al-Khaimah        | 416.000         | 1684              |
| Umm al-Qaywayn        | 72.000          | 750               |
| Totaal                | 10 273 640      | 77 893            |

Ieder emiraat kent zijn eigen wetgeving over lokaal bestuur. Er bestaan gemeenten (بلدية, baladiya) in Abu Dhabi en Sharjah, sectoren in Dubai, verdeeld in gemeenschappen, en bestuursgebieden in Ras al-Khaimah, verdeeld in districten.

## Staatsinrichting
- Staatshoofd: president Mohammed bin Zayed Al Nahyan
- Regeringsleider: vicepresident en premier Mohammed bin Rasjid Al Maktoem (sinds 5 januari 2006),
- Parlement: 1 kamer: Majlis al-Ittihad al-Watani, helft van de leden aangewezen door de emirs. De andere helft werd op 16 december 2006 voor het eerst gekozen door de mannelijke inwoners. De Majlis heeft slechts een adviserende rol.

## Politiek
Het presidentschap en het premierschap van de VAE zijn toegewezen aan respectievelijk de Al Nahyan-stam van Abu Dhabi en de Al Maktoem-stam van Dubai. De Hoge Raad, die bestaat uit de leiders van de zeven emiraten en gekozen vertegenwoordigers van de Raad van Ministers, en in totaal veertig leden heeft, heeft de taak de voorgestelde wetten te bekijken. Er is een federaal rechtsstelsel, waartoe alle emiraten zijn toegetreden behalve Dubai en Ras al-Khaimah. Sjeik Zayid bin Sultan al Nuhayyan was de president van de unie vanaf de oprichting tot zijn dood op 2 november 2004. Het Federaal Hooggerechtshof verkoos de volgende dag zijn zoon, Khalifa bin Zayed Al Nayhan, tot president. Sinds 2022 is Mohammed bin Zayed Al Nahyan de president.
In de Verenigde Arabische Emiraten heerst geen politieke vrijheid. Activisten die meer democratie willen, kunnen worden gearresteerd.

## Economie

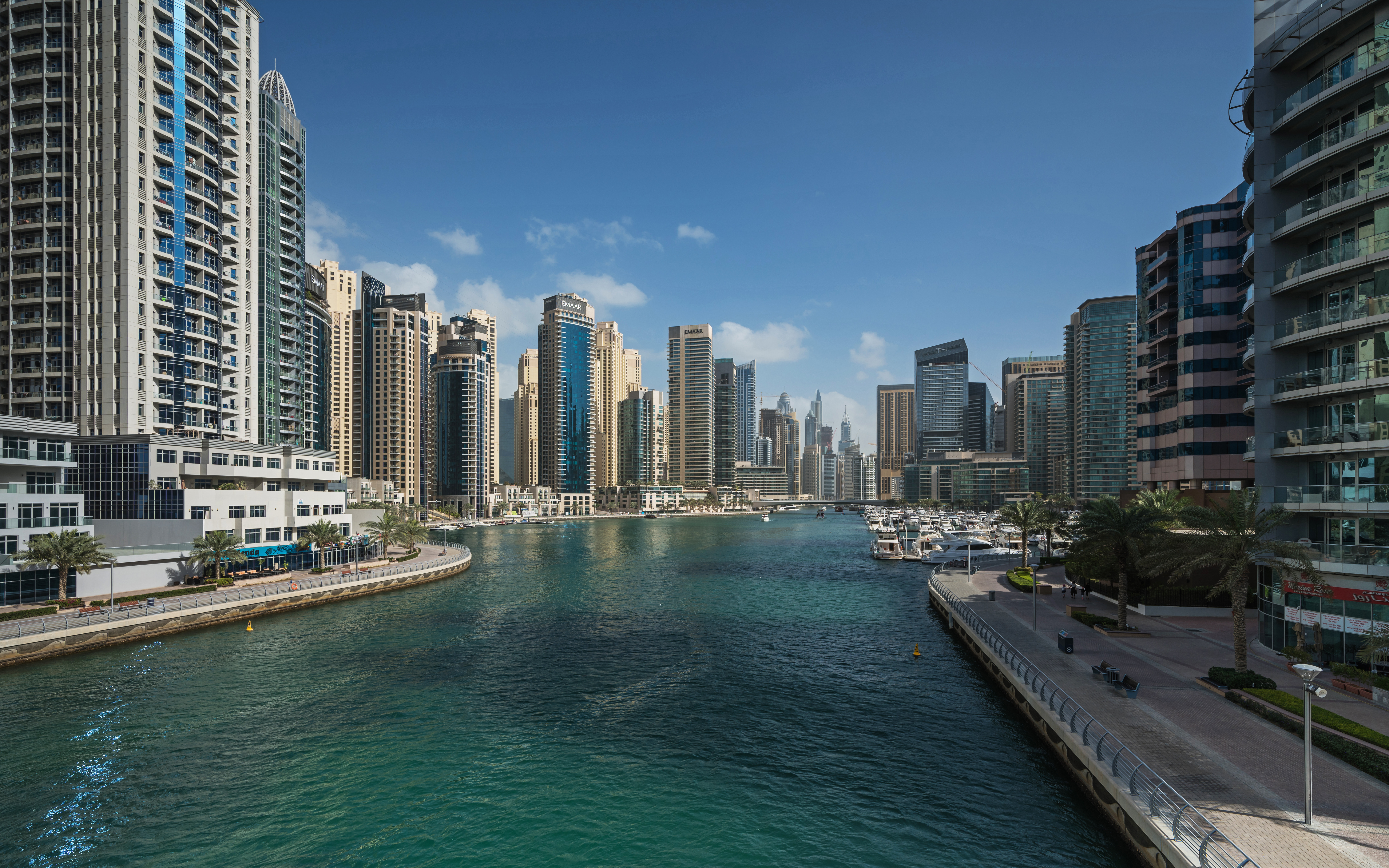
Wolkenkrabbers in Dubai.

### Olie en gas
Het land is een belangrijke producent van aardolie. Sinds 1967 is het lid van de Organisatie van olie-exporterende landen (OPEC). Binnen de OPEC staan de Verenigde Arabische Emiraten in de top vijf van grootste olieproducerende landen. Abu Dhabi is veruit de belangrijkste producent binnen de VAE, verder wordt olie geproduceerd in Dubai en Sharjah. Hieronder een figuur met productiedata vanaf 1970 (alle getallen in 1000 vaten per dag):
| Omschrijving | 1970 | 1980 | 1990 | 2000 | 2010 | 2015 |
| ------------ | ---- | ---- | ---- | ---- | ---- | ---- |
| VAE          | 780  | 1702 | 1763 | 2175 | 2324 | 2989 |

In 2014 produceerde het land 200 miljoen ton olie-equivalent (Mtoe), waarvan 78% olie en 22% aardgas. Dat was veel meer dan nodig voor de energievoorziening, het TPES (total primary energy supply): 70 Mtoe. Het land exporteerde 110 Mtoe fossiele brandstof meer dan het importeerde.
Van de energie ging ongeveer 30 Mtoe verloren bij conversie, vooral elektriciteitsopwekking met gas. 2 Mtoe werd gebruikt voor niet-energetische producten zoals smeermiddelen, asfalt en petrochemicaliën. Voor eindgebruikers resteerde 47 Mtoe waarvan 8 Mtoe = 93 TWh elektriciteit. De uitstoot van koolstofdioxide was 175 megaton, dat is 19 ton per persoon. Het wereldgemiddelde is 4,5 ton per persoon.
Dankzij de olieopbrengsten hebben de VAE een hoog geïndustrialiseerde economie. Volgens verschillende ontwikkelingsmeters, zoals de HDI en bnp, maakt deze het land tot een van de meest ontwikkelde landen in de wereld. Met een bruto binnenlands product (bbp) van US$345 miljard in 2015, zijn de VAE tweede van alle Arabische Golfstaten na Saoedi-Arabië, derde in het Midden-Oosten, en 38ste in de wereld (vóór Maleisië).

### Diversificatie
Hoewel de VAE minder afhankelijk worden van natuurlijke grondstoffen als bron van inkomen, spelen aardolie en aardgas nog steeds een grote rol in de economie, zeker in Abu Dhabi. Een grote opleving in de bouw, een zich uitbreidende industrie en een snel groeiende dienstensector helpen de VAE met het diversifiëren van hun economie. Over het hele land zijn er nu bouwprojecten in uitvoering ter waarde van $350 miljard. Voorbeelden van die projecten zijn de Burj Khalifa, het hoogste gebouw ter wereld geopend in 2010, de internationale luchthaven Al Maktoum International Airport, die de duurste ooit gebouwde luchthaven zal worden, en de drie Palmeilanden, de grootste kunstmatige eilanden ter wereld. Nog een dergelijk project is de Dubai Mall, dat 's werelds grootste winkelcentrum is.
In 2008 keurde het land een ambitieus nucleair programma goed. Dit plan moet de continuïteit van de elektriciteitsvoorziening op de lange termijn zeker stellen voor de sterk groeiende bevolking en de CO2-uitstoot terugdringen. In 2009 werd een contract getekend met het Zuid-Koreaanse bedrijf Korea Electric Power Corporation (KEPCO) voor de bouw van vier APR-reactoren met elk een capaciteit van 1400 megawatt. De bouw begon in 2012 op zo'n 50 kilometer ten zuidwesten van de stad Ruwais aan de Perzische Golf. Zijn alle eenheden in gebruik dan dekt dit ongeveer een kwart van de nationale energiebehoefte. In augustus 2020 is de eerste eenheid aan het netwerk aangesloten.

### Gastarbeiders
In de VAE werken grote groepen gastarbeiders, die uit de hele regio komen. Er werken veel westerse expats die vaak goede banen hebben. Aan de onderzijde van de arbeidsmarkt werken veel gastarbeiders uit Zuid-Azië. Zij werken vaak onder erbarmelijke omstandigheden en hebben nauwelijks rechten.

## Onderwijs
Het onderwijs valt tot en met het voortgezet niveau onder de verantwoordelijkheid van het ministerie van Onderwijs. Het bestaat uit basisscholen en scholen voor voortgezet onderwijs. De openbare scholen worden gesubsidieerd door de regering, het leerplan is afgestemd op de ontwikkelingsdoelstellingen en -waarden van de VAE. De onderwijstaal in de openbare scholen is Arabisch, met Engels als tweede taal. Er zijn ook veel particuliere scholen die internationaal gewaardeerd worden. Onderwijs in de openbare scholen is kosteloos voor de burgers van de VAE, terwijl de kosten voor particuliere scholen uiteenlopen.
Het wetenschappelijk onderwijs valt onder het ministerie van Wetenschappelijk Onderwijs. Dit ministerie is ook verantwoordelijk voor het toelaten van studenten tot de onderwijsinstellingen, deze bevatten ook de vijf grootste instellingen van wetenschappelijk onderwijs: de Universiteit van de VAE, de Zayed universiteit, het Medisch College van de Golf, de universiteit van Sharjah en de Hogere Colleges van Technologie. Er zijn ook vele andere particuliere universiteiten en hogescholen in het land, o.a. de Amerikaanse Universiteit van Sharjah. Ook universiteiten van andere landen hebben campussen geopend in de VAE.
De VAE hebben de laatste tijd interesse getoond voor het verbeteren van onderwijs en onderzoek. Tot de onlangs opgerichte instellingen behoren de CERT onderzoekscentra en het Masdar Instituut voor Wetenschap en Technologie.

## Bijzonderheden
Door de olieproductie van de Emiraten betalen de inwoners geen belasting. Wel is op 1 januari 2018 de btw ingevoerd met een tarief van 5%.
De overheid betaalt de ziektekosten en de kosten van universitaire studies, ook voor inwoners van de VAE die in het buitenland studeren.
Algerije · 
Bahrein · 
Comoren · 
Djibouti · 
Egypte · 
Irak · 
Jemen · 
Jordanië · 
Koeweit · 
Libanon · 
Libië · 
Marokko · 
Mauritanië ·
Oman · 
Palestina · 
Qatar · 
Saoedi-Arabië · 
Somalië · 
Soedan · 
Syrië · 
Tunesië · 
Verenigde Arabische Emiraten
Afghanistan · Armenië · Azerbeidzjan · Bahrein · Bangladesh · Bhutan · Brunei · Cambodja · China · Cyprus · Egypte · Filipijnen · Georgië · India · Indonesië · Irak · Iran · Israël · Japan · Jemen · Jordanië · Kazachstan · Kirgizië · Koeweit · Laos · Libanon · Malediven · Maleisië · Mongolië · Myanmar · Nepal · Noord-Korea · Oezbekistan · Oman · Oost-Timor · Pakistan · Palestina · Qatar · Rusland · Saoedi-Arabië · Singapore · Sri Lanka · Syrië · Tadzjikistan · Taiwan · Thailand · Turkije · Turkmenistan · Verenigde Arabische Emiraten · Vietnam · Zuid-Korea